# Phalanger gymnotis
Phalanger gymnotis là một loài động vật có vú trong họ Phalangeridae, bộ Hai răng cửa. Loài này được Peters & Doria mô tả năm 1875.

## Hình ảnh

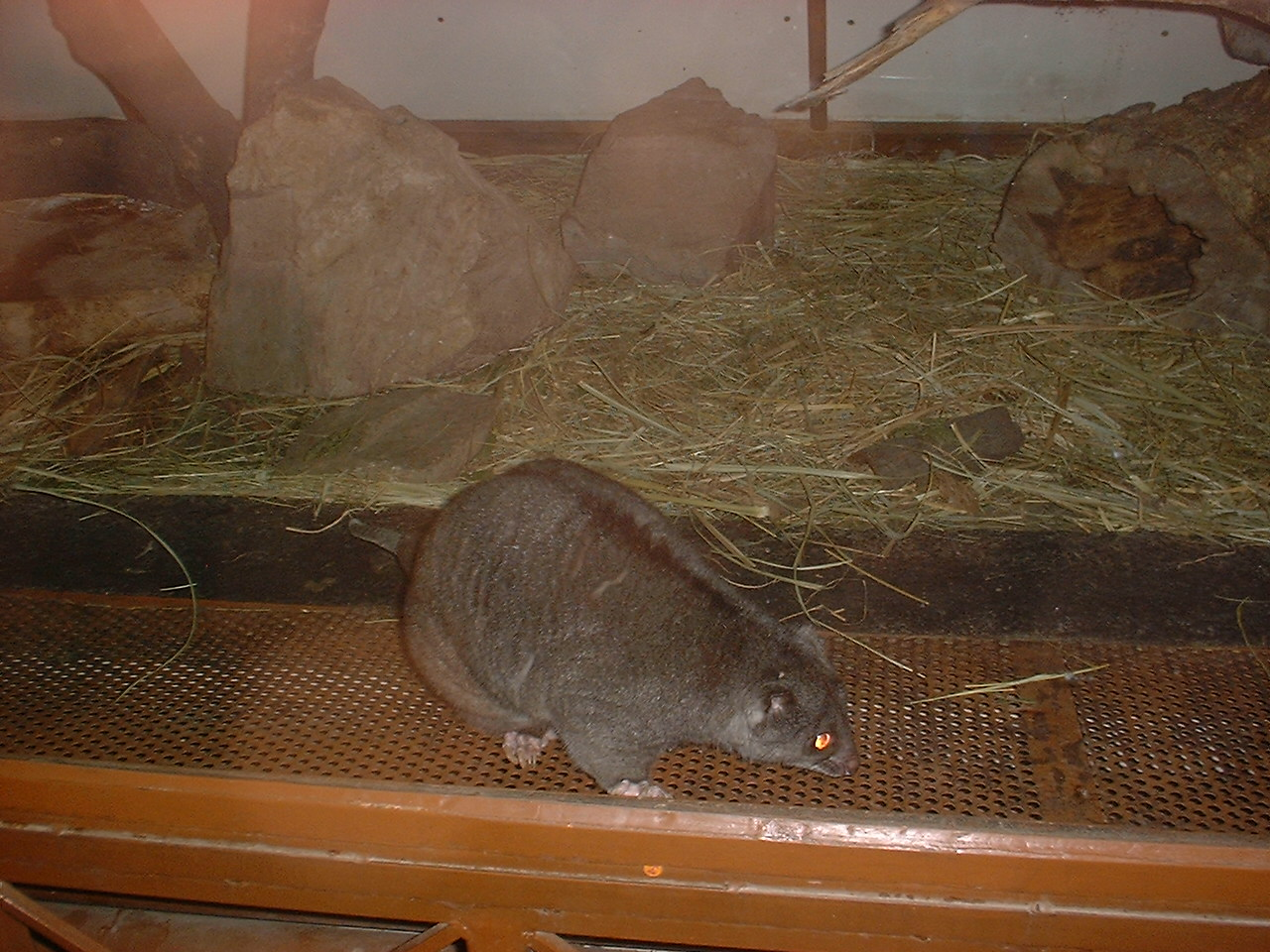